# Stille hjerte
Pour plus de détails, voir Fiche technique et Distribution.
Stille hjerte (anglais : Silent Heart) est un film dramatique danois réalisé par Bille August et sorti en 2014. Le film a fait l'objet d'un remake américain sorti en 2019, Blackbird.

## Fiche technique
- Titre original : Silent Heart
- Titre français : Stille hjerte
- Réalisation : Bille August
- Scénario : Christian Torpe
- Photographie : Dirk Brüel
- Montage : Anne Østerud
- Musique : Annette Focks
- Pays de production : Danemark
- Langue originale : danois
- Format : couleur
- Genre : dramatique
- Durée : 98 minutes
- Dates de sortie :
  - Espagne : 20 septembre 2014

## Distribution
- Ghita Nørby : Esther
- Paprika Steen : Heidi
- Danica Curcic : Sanne
- Morten Grunwald : Poul
- Pilou Asbæk : Dennis
- Jens Albinus : Michael
- Vigga Bro : Lisbeth
- Oskar Sælan Halskov : Jonathan

## Prix et récompenses
- Prix Bodil 2015 : 
  - Bille August : Bodil du meilleur film danois
  - Danica Curcic : Bodil de la meilleure actrice
  - Pilou Asbæk : Bodil du meilleur acteur dans un second rôle
  - Christian Torpe  : Bodil du meilleur scénario